# Annett Louisan

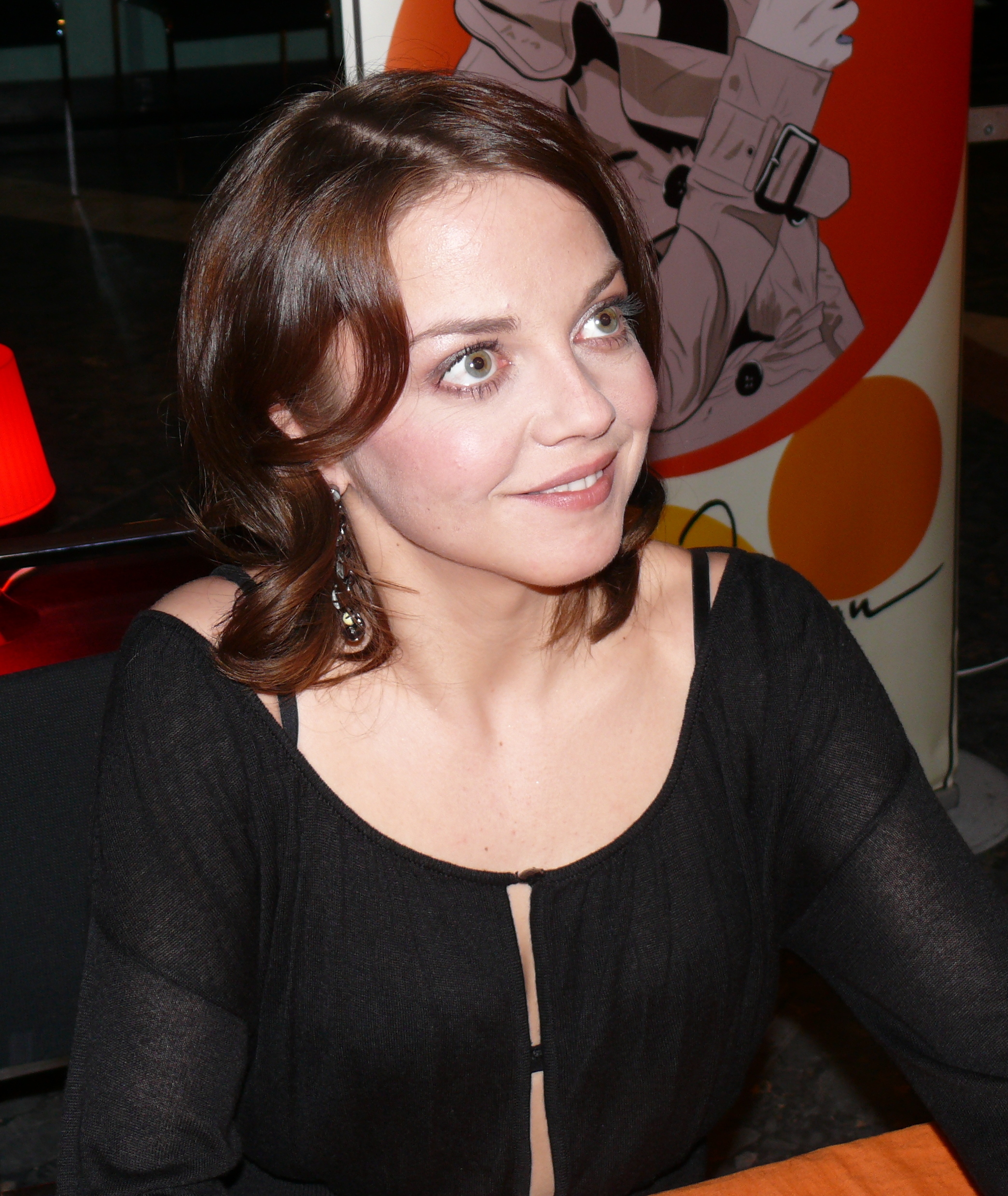
Annett Louisan, 2009

Annett Louisan (* 2. April 1977 als Annett Päge in Havelberg) ist eine deutsche Chanson- und Popsängerin. Ihren Durchbruch hatte sie 2004 mit ihrem Debütalbum Bohème, das mit über 515.000 verkauften Einheiten ihre erfolgreichste Veröffentlichung ist, und mit dem auf dem Album enthaltenen Lied Das Spiel. In ihrer Karriere hat sie bislang mehr als 1,5 Millionen Tonträger verkauft. Der Künstlername Louisan leitet sich vom Vornamen ihrer Großmutter Louise ab.

## Leben
Annett Louisan wuchs bei ihrer Mutter und deren Eltern in Schönhausen (Elbe) auf, bis sie 1989 mit zwölf Jahren mit ihrer Mutter nach Hamburg zog. Dort nahm sie nach dem Schulabschluss zunächst ein Malerei-Studium an der Kunsthochschule auf, das sie mit einer Tätigkeit als Studiomusikerin finanzierte.
Louisan war in erster Ehe mit dem türkischstämmigen Songtexter Gazi Isikatli verheiratet; die Ehe wurde 2008 geschieden. Seit 2014 ist sie mit ihrem Produzenten Marcus Brosch verheiratet. Das Paar hat eine gemeinsame Tochter (* 2017). Sie lebt in Hamburg-St. Georg.
Sie ist Botschafterin von Fairtrade Deutschland und für die Deutsche José-Carreras-Leukämie-Stiftung tätig.

## Karriere

### 2004–2009: Entdeckung und Durchbruch

Annett Louisan bei einem Konzert in Bochum, 2009

Vom Musikproduzenten Frank Ramond entdeckt, erschien im Oktober 2004 beim Label 105music (Sony Music Entertainment) ihr Debütalbum Bohème, das sich in den Deutschen Albumcharts auf Platz 3 platzierte. Es erreichte zudem sechs Wochen nach Veröffentlichung Gold- und nach neun Wochen Platinstatus und wurde damit zu einem der schnellstverkauften Debütalben der deutschen Musikindustrie, die Kompositionen schrieben Hardy Kayser und Matthias Haß.
Anfang November 2004 kam ihre Debütsingle Das Spiel heraus, die auf Platz 5 der Deutschen Singlecharts kletterte und für Louisan den musikalischen Durchbruch bedeutete. Im Februar 2005 folgte mit Das Gefühl ihre zweite Singleauskopplung, die Platz 34 in den Deutschen Singlecharts, und Platz 64 in den Ö3 Austria Top 40 erzielte. Im Frühjahr 2005 tourte Louisan mit den Titeln ihres Debütalbums in 25 Städten in Deutschland mit ausverkauften Konzerten z. B. in Frankfurt (Alte Oper), Hamburg (Musikhalle), München (Circus Krone) oder Berlin (dreimal Schillertheater). In dieser Zeit wurde sie mehrfach ausgezeichnet, u. a. mit dem ECHO Pop in der Kategorie „Künstlerin des Jahres national Rock/Pop“ oder mit der Goldenen Stimmgabel als „Erfolgreichste Solistin Pop“.
Im Oktober 2005 veröffentlichte sie schließlich ihr zweites Studioalbum Unausgesprochen, das sich musikalisch vor allem weg vom Pop bewegte und sich mehr auf die französisch-deutsche Chanson-Tradition konzentrierte. Louisan verwendete hierbei Musette-Walzer, Tango und Bossa-Nova-Rhythmen. Das Album hielt sich mehr als 50 Wochen in den deutschen Charts. Im Frühjahr 2006 folgte eine große Tour mit vielen ausverkauften Konzerten. Im Herbst des Jahres gab es 30 weitere ausverkaufte Konzerte. 2007 sang Louisan den Titelsong Der kleine Unterschied für die deutsche Kinokomödie Warum Männer nicht zuhören und Frauen schlecht einparken. Der Song wurde wie der gesamte Film-Soundtrack von James Last komponiert und erschien auf Annett Louisans drittem Album Das optimale Leben, das sich erstmals auf Platz 2 platzierte und Platinstatus holte. Im Oktober 2008 erschien Louisans viertes Album Teilzeithippie. Das Album stieg wie das vorherige dritte Album auf Platz 2 ein und hielt sich 31 Wochen in den Charts. Die darauffolgende Tournee umfasste 50 Konzerte in Deutschland, Österreich und der Schweiz.

### 2010–2015: Erste Arbeiten als Synchronsprecherin, AlbenIn meiner MitteundZu viel Information
Von 2010 bis 2016 synchronisierte Louisan für die französisch-deutsche computeranimierte Fernsehserie Der kleine Prinz die belgische Schauspielerin Marie Gillain. Im März 2011 erschien mit In meiner Mitte ihr fünftes Studioalbum. Die meisten Songs entstammen der Kooperation mit Louisans neuem musikalischen Partner Danny Dziuk.
2014 lieh sie Kristin Chenoweth in dem US-amerikanischen animierten Familienfilm Rio 2 – Dschungelfieber ihre Stimme. Im Februar 2014 kam unter dem Titel Zu viel Information ihr sechstes Studioalbum heraus. Damit schaffte sie erneut den Direkteinstieg in die Top 3 der deutschen Albumcharts. Im September 2014 interpretierte Louisan im Rahmen der von Johannes B. Kerner moderierten ZDF-Fernsehshow anlässlich des 80. Geburtstag von Udo Jürgens dessen Lied Wer hat meine Zeit gefunden?. 2015 spielte sie mit Revolverheld das Lied Spinner im Rahmen von MTV Unplugged ein. Der Sänger von Revolverheld, Johannes Strate, bezeichnete sie dabei als langjährige Freundin der Band und musikalisches Vorbild.

### 2016–2019:Sing meinen Song – Das Tauschkonzert, AlbenBerlin, Kapstadt, PragundKleine große Liebe
2016 wirkte sie bei der von VOX ausgestrahlten Musikshow Sing meinen Song – Das Tauschkonzert mit und präsentierte dort erstmals ihren Song Meine Kleine. Im Mai 2016 kam ihr siebtes Studioalbum Berlin, Kapstadt, Prag mit zehn Coverversionen zu Liedern von Rammstein (Engel), Kraftwerk (Das Model), Marteria (OMG!), Wanda (Bologna), Philipp Poisel (Wie soll ein Mensch das ertragen), Ich + Ich (Stark), Tokio Hotel (Durch den Monsun), Münchener Freiheit (So lang’ man Träume noch leben kann), Udo Jürgens (Merci, Chérie) und David Bowie (Heroes in seiner deutschsprachigen Version) heraus. Im März 2019 erschien ihr achtes Studioalbum Kleine große Liebe beim Musiklabel Ariola und errang Platz 6 der deutschen Albumcharts.

### Seit 2020: AlbenKitschundBabyblue
Im August 2020 brachte sie ihr zweites aus Coverversionen bestehende Studioalbum Kitsch heraus, das sich auf Position 7 der Albencharts in Deutschland platzierte. Für den im August 2021 gestarteten Kinofilm Tom & Jerry sang sie das Titellied Vielen Dank für die Blumen, das im Original von Udo Jürgens interpretiert wurde.
Im Dezember 2022 erschien mit Die fabelhafte Welt der Amnesie der erste Titel des zehnten Studioalbums Babyblue, das sie im Februar 2023 veröffentlichte.
Im April 2024 nahm Louisan als Zuckerwatte verkleidet an der zehnten Staffel von The Masked Singer teil und wurde in der dritten Sendung demaskiert, so dass sie den sechsten Platz belegte.

## Die Annett-Louisan-Band

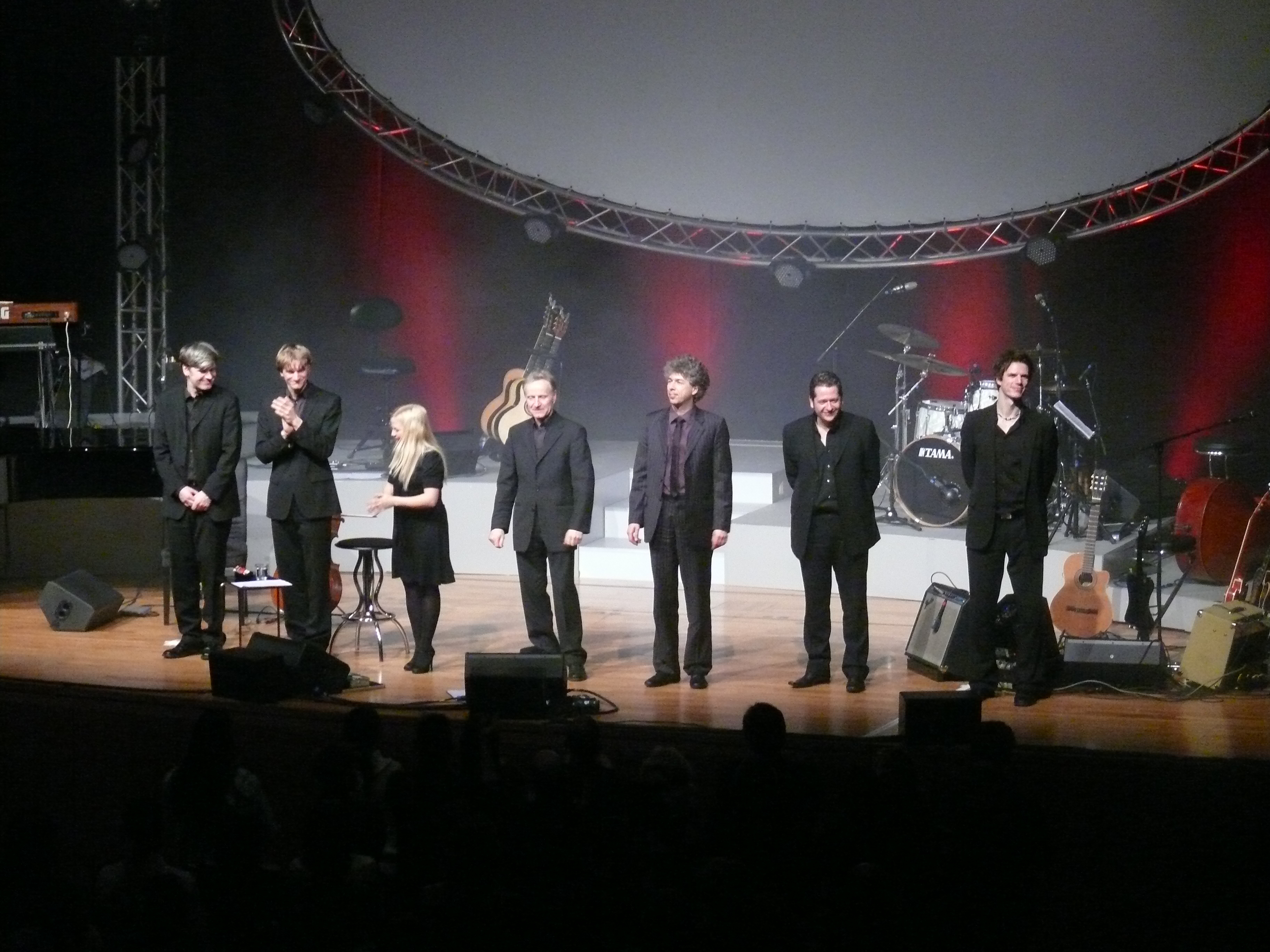
Hardy Kayser, Friedrich Paravicini, Annett Louisan, Jürgen Kumlehn, Christoph Buhse, Olaf Casimir, Mirko Michalzik (v. l. n. r.)

Die Band von Annett Louisan besteht aus dem Band-Leader und Gitarristen Hardy Kayser, Mirko Michalzik an der Gitarre, dem Schlagzeuger Christoph Buhse, Olaf Casimir am Kontrabass, Jürgen Kumlehn an der Gitarre und Friedrich Paravicini, der wahlweise Akkordeon, ein Wurlitzer E-Piano, Cello oder Mundharmonika spielt.

## Diskografie
Studioalben

| Jahr | Titel Musiklabel                               | Höchstplatzierung, Gesamtwochen, AuszeichnungChartplatzierungen (Jahr, Titel, Musiklabel, Platzierungen, Wochen, Auszeichnungen, Anmerkungen) | Höchstplatzierung, Gesamtwochen, AuszeichnungChartplatzierungen (Jahr, Titel, Musiklabel, Platzierungen, Wochen, Auszeichnungen, Anmerkungen) | Höchstplatzierung, Gesamtwochen, AuszeichnungChartplatzierungen (Jahr, Titel, Musiklabel, Platzierungen, Wochen, Auszeichnungen, Anmerkungen) | Anmerkungen                                                |
| Jahr | Titel Musiklabel                               | DE | AT | CH | Anmerkungen                                                |
| ---- | ---------------------------------------------- | --- | --- | --- | ---------------------------------------------------------- |
| 2004 | Bohème 105music (Sony BMG)                     | DE3 ×5Fünffachgold · (54 Wo.)DE | AT11 Gold · (21 Wo.)AT | CH23 (15 Wo.)CH | Erstveröffentlichung: 25. Oktober 2004 Verkäufe: + 515.000 |
| 2005 | Unausgesprochen 105music (Sony BMG)            | DE3 Platin · (51 Wo.)DE | AT19 Gold · (27 Wo.)AT | CH49 (10 Wo.)CH | Erstveröffentlichung: 21. Oktober 2005 Verkäufe: + 215.000 |
| 2007 | Das optimale Leben 105music (Sony BMG)         | DE2 Platin · (34 Wo.)DE | AT6 Gold · (10 Wo.)AT | CH7 (9 Wo.)CH | Erstveröffentlichung: 31. August 2007 Verkäufe: + 210.000  |
| 2008 | Teilzeithippie 105music (Sony BMG)             | DE2 Platin · (32 Wo.)DE | AT6 Gold · (14 Wo.)AT | CH11 (6 Wo.)CH | Erstveröffentlichung: 17. Oktober 2008 Verkäufe: + 210.000 |
| 2011 | In meiner Mitte 105music (Sony)                | DE2 Gold · (24 Wo.)DE | AT5 (11 Wo.)AT | CH22 (5 Wo.)CH | Erstveröffentlichung: 11. März 2011 Verkäufe: + 100.000    |
| 2014 | Zu viel Information 105music (Sony)            | DE3 Gold · (20 Wo.)DE | AT4 (17 Wo.)AT | CH8 (5 Wo.)CH | Erstveröffentlichung: 14. Februar 2014 Verkäufe: + 100.000 |
| 2016 | Berlin, Kapstadt, Prag Columbia Records (Sony) | DE11 (4 Wo.)DE | AT22 (4 Wo.)AT | CH32 (2 Wo.)CH | Erstveröffentlichung: 13. Mai 2016 Coveralbum              |
| 2019 | Kleine große Liebe Ariola (Sony)               | DE6 (10 Wo.)DE | AT11 (3 Wo.)AT | CH14 (4 Wo.)CH | Erstveröffentlichung: 29. März 2019                        |
| 2020 | Kitsch Ariola (Sony)                           | DE7 (9 Wo.)DE | AT9 (3 Wo.)AT | CH29 (1 Wo.)CH | Erstveröffentlichung: 21. August 2020 Coveralbum           |
| 2023 | Babyblue Ariola (Sony)                         | DE8 (4 Wo.)DE | AT29 (1 Wo.)AT | CH65 (1 Wo.)CH | Erstveröffentlichung: 17. Februar 2023                     |

## Filmografie
- 2010: Sympathie für den Tod (Kurzfilm)
- 2023: Wendehammer (Fernsehserie, 1 Folge)

### Synchronsprecher

#### Filme
- 2014: für Kristin Chenoweth in Rio 2 – Dschungelfieber als Gabi

#### Serien
- 2010–2016: für Marie Gillain in Der kleine Prinz als Rose

## Hörspiele
- 2014: Martin Baltscheit: Nur 1 Tag – Regie: Martin Baltscheit/Markus Langer (Kinderhörspiel – Oetinger Media GmbH)
- 2019: Wir sind die Freeses: Showtime (Der Audioverlag)[15]

## Auszeichnungen
2005
- ECHO Pop: Künstlerin des Jahres national Rock/Pop
- Goldene Stimmgabel: Erfolgreichste Solistin Pop
- DIVA-Award: New Talent of the Year

2006
- Goldene Stimmgabel: Erfolgreichste Solistin Pop

2023
- Paul-Lincke-Ring